# 별아 내 가슴에 (1968년 영화)
"별아 내 가슴에"는 1968년 공개된 대한민국의 영화이다.

## 배역
- 김진규
- 김지미
- 남진
- 문희
- 양훈
- 도금봉
- 김희준
- 변의선
- 문미봉
- 김정훈
- 안성희

## 수상
- 제12회 부일영화상
  - 신인상 - 남진